# Jesse Jackson
Jesse Louis Jackson (Senior) (8 de octubre de 1941) es un activista por los derechos civiles y pastor bautista en los Estados Unidos. Fue candidato a las primarias presidenciales del Partido Demócrata en 1984 y 1988 y ejerció como senador de facto para el Distrito de Columbia desde 1991 hasta 1997. Fue el fundador de las dos instituciones que se fusionaron para formar Rainbow/PUSH. El representante Jesse Jackson, Jr. es su hijo mayor.

## Biografía
Jackson se involucró en el movimiento de derechos civiles. En 1965 se fue a Selma, Alabama, para marchar junto a Martin Luther King, Jr., y se convirtió en un trabajador de la Conferencia Sur de Liderazgo Cristiano (SCLC). Jackson ayudó a fundar la rama de Chicago de la Operación canasta de pan, el brazo derecho de la CEP, en 1966 y desempeñó la función de director nacional de la organización desde 1967 hasta 1971. Cuando King fue asesinado el 4 de abril de 1968 en Memphis, Tennessee, el día posterior a su famoso discurso de "he estado en lo alto de la montaña" en el Templo Masón, Jackson se encontraba en el aparcamiento, un piso más abajo. Acusado de usar la SCLC para obtener beneficios personales, Jackson fue suspendido por la organización, tras lo cual renunció formalmente en 1971 y fundó la Operación PUSH (Pueblo Unido para Salvar a la Humanidad), una organización con sede en Chicago en el que abogaba por la autoayuda de los negros y ha logrado una amplia audiencia para sus puntos de vista liberales. En 1984 fundó la Coalición Nacional Arco Iris, que buscaba la igualdad de derechos para los afroamericanos, las mujeres y los homosexuales. Estas dos organizaciones se fusionaron en 1996 para formar la Coalición Rainbow / PUSH.
Jackson comenzó a viajar extensamente en la década de 1970 para mediar o centrar su atención en problemas y controversias internacionales. En 1979 visitó Sudáfrica, donde habló en contra del apartheid, y más tarde viajó a Oriente Medio y medió en una campaña para dar a los palestinos su propio estado. Si bien algunos observadores y funcionarios del gobierno desaprobaron sus misiones diplomáticas considerándole entrometido y una persona que busca auto-engrandecimiento, Jackson ganó elogios por negociar la liberación de soldados de EE. UU. y civiles en todo el mundo, incluso en Siria (1984), Irak (1990) y Yugoslavia (1999).
En la década de 1980 Jackson se convirtió en una voz nacional, en un líder y defensor de los afroamericanos. Su unidad de registro de votantes fue un factor clave en la elección del primer alcalde afrodescendiente de Chicago, Harold Washington, en abril de 1983.
Al año siguiente, Jackson lanzó una campaña para la nominación presidencial demócrata. Durante la campaña, que fue criticado por su relación con Louis Farrakhan de la Nación del Islam y por hacer un comentario despectivo sobre la comunidad judía de Nueva York, Jackson se disculpó más tarde por sus comentarios y se distanció de Farrakhan. Su campaña era la mayor en la historia de un candidato afrodescendiente y obtuvo el tercer lugar en las votaciones primarias. En 1988 puso en escena otra oferta por la nominación demócrata y quedó en segundo lugar al candidato final del partido, Michael Dukakis. Creciente influencia de Jackson en el Partido Demócrata aseguró que los problemas africanos americanos eran una parte importante de la plataforma del partido. Jackson, un orador dinámico, pronunció discursos memorables en las convenciones demócratas más tarde, pero se negó a correr de nuevo a la presidencia.

## Familia
- Cónyuge: Jacqueline Lavinia (Brown) Jackson (casados en 1962)
  - Hijo: Jesse Jackson, Jr. (n. 11 de marzo de 1965)
  - Hijo: Yusef DuBois Jackson
  - Hijo: Jonathan Jackson
  - Hija: Santita Jackson
  - Hija: Jacqueline Lavinia Jackson, Jr.
  - Hija: Ashley (n. may 1999) (con Karin Stanford)